# Dorsum
 Denne artikel omhandler dorsum i planetarisk sammenhæng. Opslagsordet har også en anden betydning, se Dorsum (flertydig).
En dorsum (fra latin ryg, i flertal dorsa) er en lav, slynget højderyg, som befinder sig på overfladen af en måne eller en planet. Betegnelsen benyttes i selenografi og generelt i geografisk beskrivelse af måners og planeters overflade. Dorsa er tektoniske dannelser, som skabtes ved, at flydende basaltisk lava afkøledes og trak sig sammen.
I nomenklaturen fra den Internationale Astronomiske Union benyttes navne på mennesker (primært kendte videnskabsmænd) til at identificere dorsa på Månen. Således er Dorsa Burnet opkaldt efter Thomas Burnet, og Dorsum Owen efter George Owen af Henllys.
På Månen findes disse landskabsformationer i overfladen af dens månehave og kan strække sig over adskillige hundrede kilometer. De viser ofte omridset af ringformede strukturer, som er begravet under maret, følger marets omrids i et cirkulært mønster eller krydser over opstikkende toppe. De kaldes sommetider årer på grund af deres lighed med de vener, som hvælver sig op under huden.
Der findes også dorsa på Mars, for eksempel i Chryse Planitia, og på flere af de asteroider, som er blevet besøgt af rumsonder. Desuden kendes de på Merkur og på et par af Jupiters og Saturns måner.